# Balance (film)
Balance is een Duitse animatiefilm uit 1989. Hij is geregisseerd door de gebroeders Lauenstein: Christoph en Wolfgang. De film won in 1989 de Academy Award voor Beste Korte Animatiefilm.

## Verhaal
Het verhaal van de film gaat over vijf individuen op een platform in de ruimte. Wanneer er één  zich verplaatst, moeten de andere vier dat ook doen. De groep werkt samen om de balans te bewaren, totdat een van hen een doos op het platform zet. Aangezien alle individuen van het platform nieuwsgierig zijn wat erin zit, komen ze allemaal bij de doos kijken. Hierdoor wordt de balans verstoord, waardoor vier van de vijf van het platform vallen. De laatst overgeblevene moet met behulp van de doos de balans bewaren, maar de doos staat wel buiten zijn bereik.